# Московски кремљ
Московски кремљ (рус. Московский Кремль) је историјски утврђени комплекс у самом центру Москве, окружен реком Москва (на југу), Црвеним тргом (на истоку) и Александровом баштом (на западу). Један је од најпознатијих кремаља (руских цитадела) и укључују четири палате, четири катедрале, а опасан је Кремаљским зидом са Кремаљским кулама. Комплекс служи као званична резиденција Председника Русије.

## Историја Кремља
Москва је настала и развијала се око утврђеног седишта владара, на почетку обласног, а по премештању престонице у Москву и владара руске државе.
Још у 11. веку јављају се градови у долини реке Волге, као што су Владимир и Ростов. Почетком 12. века, Руси почињу интензивније да колонизују долину Волге. Због притиска номадских племена, политички центар Русије тог доба премешта се са обала Дњепра ка истоку, у горњи ток Волге. Највећа колонизација, за овај рад важне територије, почиње средином 12. века, сеобом ратничких племена на територију кнежевине Суздаљ, којом је у то време владао Јуриј Долгоруки, син кијевског кнеза Владимира Мономаха, са седиштем у граду Владимиру. Преношењем центра државе у долину горње Волге отворени су нови трговачки путеви према средњој Азији, уместо старих, који су спајали стару руску престоницу Кијев са Константинопољом и немачком Ханзом. Територија данашње Москве је у то време лежала на раскрсници важних копнених и речних трговачких путева. Тај простор, окружен двема рекама, реком Москвом и Неглином, са једне стране и густим шумама са друге, представљао је природно утврђење које је становништву давало велику предност у одбрани свог насеља од пљачкаша и освајача. Тако повољна геостратешка позиција била је пресудна да се баш то насеље развије у тако снажан градски центар, доминантан над суседима и конкурентским градовима.
Прво забележено племе које је живело на овом простору било је словенско, паганско племе Вјатич, које је међу првима примило хришћанство. Сам назив Москва се у руским историјским студијама везује за 1147. годину. Постоје многе легенде о настанку тог имена, од којих је једна од најпопуларнијих прича која се први пут среће код руских историчара из 16. века, а која говори о човеку по имену Мосок, који се сматра за оснивача Москве. По тој причи, Мосок је имао жену по имену Ква, па се одатле и изводи име града Мос-Ква.
Као што је већ напоменуто, град је формиран око поседа кнеза и налазио се на чвору трговачких путева. Како је град постајао све важнији на трговачкој, па самим тим и политичкој мапи, тако је постајао све примамљивији освајачима и пљачкашима. Због тога је већ средином 12. века подигнут дрвени бедем са источне, најслабије заштићене стране насеља, који је спајао обале река Москве и Неглине. Тако је по први пут комплетиран и дан-данас препознатљив кремаљски утврђени троугао. Накнадно је 1156. године уз источни бедем прокопан шанац који је спајао обале две реке.
Сама реч кремљ, а везано за Москву, се први пут помиње у извештајима о пожару у Москви 1331. године. После тога сама реч се губи и не среће се у наредних два и по века све до 1589. године када је изграђен зид и око новоприпојеног насеља које се развило северно од Кремља, названог Белгород. У тадашњим извештајима се за утврђено седиште цара у самом језгру Москве употребљава назив Кремљ, који од тада до данас постаје сталан и незаменљив. 

### Историјски развој московског кремља
Током више од осам векова постојања, изглед Кремља се више пута мењао. Свака епоха руске историје и владари који су их обележили, оставили су свој траг у изградњи и развоју згуснутих кремаљских грађевина, од којих су Иван Калита, Иван III, Катарина II и Николај I Романов имали највише заслуга за коначан изглед Кремља.
Историја Кремља се може поделити на три периода:
1. средњовековни Кремљ, период владавине кнежева и монголске доминације, до Ивана III;
2. “Италијански Кремљ”, како је Артур Војс назвао Кремљ реновиран под утицајем ренесансне архитектуре;
3. модерни Кремљ, на чији су развој највише утицаја имали Катарина II и Николај I.

### Средњовековни Кремљ
За развој Москве и Кремља важан је период монголске доминације, која је трајала све до распада Златне Хорде 1405. године. Тај период је важан зато што је тада настала нова руска држава уједињена око Велике московске кнежевине.
Први велики владар “из Кремља” био је Иван Данилович Калита (1327—1341), који је од Златне Хорде успео да издејствује титулу великог кнеза и функцију скупљача руског пореза за Хорду, што му је омогућило да стекне знатно већи материјални добитак, па самим тим и политичку моћ у односу на остале руске племиће. У том периоду Москва је званично и формално преузела титулу главног града од Владимира на Волги. Руски верски поглавар Петар и његов наследник Теогност преместили су седиште руске епархије из Владимира, у који је премештена из Кијева, у Москву, чиме Москва постаје духовна и световна престоница руске државе. Такав развој догађаја дао је Кремљу централни значај у новој руској држави.
Калита је све чинио да од Москве направи велики град. За време своје владавине је изградио прве важне цркве и храмове у самом комплексу Кремља: цркве Самопомазања, Арханђела Михајла, Јована Лествичника, као и цркву Спаситеља из Шуме. Такође је и обновио и оснажио бедеме Кремља. Уместо нејаких борових клада које су биле постављене око Кремља, Калита је подигао масивне зидова од храстових стабала и куле које су служиле као осматрачнице. Црква Спаситеља је једина од грађевина из те и старијих фаза развоја Кремља која је успела да се одржи и до дан-данас. Све остале грађевине страдале су у бројним ратним разарањима која је Кремљ претрпео за осам векова постојања. Ипак, остати Калитових бедема нађени су приликом реконструкције Велике Палате (1838—1848).
Први московски и руски владар који је успео војно да порази Татаре био је Калитов унук, Дмитриј Иванович Донски. Надимак Донски добио је после победе управо над Татарима у бици код Куликова на Дону 1380. године. Велики кнез Дмитриј Иванович поставио је 1367. године темеље првим каменим зидинама града Москве, односно самог Кремља. Том приликом је и проширио Кремљ за додатних 70-так метара ка истоку. За овај градитељски подухват коришћен је клесани, бели, пешчани камен. Зид је грађен као снажно одбрамбено утврђење. Бедем се састојао од два потпорна зида који су били испуњени шљунком, ради веће отпорности на ударце оружја освајача, а на њему се налазило одбрамбено оружје, као и војска која је била заштићена снажним, дрвеним грудобранима. Цело утврђење је са своје копнене стране било додатно заштићено јарком, а масивне дрвене капије, до којих су преко јарка водили мостови, биле су оковане гвожђем.

### Дмитриј Иванович Донски
Такве зидине су, поред своје очигледног и примарног практичног, имале и велики политички и стратешки значај по Москву и њеног владара Дмитрија Донског. Наиме, ови снажни бедеми осликавали су утицај и надмоћ Москве и великог кнеза над осталим руским градовима и племством, како у политичком тако и у војном смислу.
Зидине су доказале своју сврсисходност већ годину дана по изградњи. Те 1368. године литвански кнез Олгерд кренуо је у војни поход на Москву. Видевши нове зидине није ни покушао да их заузме, већ је одмах тражио примирје. Ипак, упркос својој масивности и лепом изгледу, Дмитријеве зидине су пробијене већ 1368. године приликом татарске опсада Москве. Овај осветнички поход Татара, за пораз код Кулинова, водио је кан Токтаниш, чија је војска уништила све унутар и око Кремља. Разарање и пустошење је било скоро потпуно, кремаљске цркве и дворци и сви важни писани документи из тог и ранијег период који су се чували у Кремљу су спаљени, а московска насеља су потпуно уништена.
Побијено је око 24.000 Московљана. Међутим, упркос том страшном разарању, Кремљ је брзо обновљен и нове грађевине, подигнуте на темељима старих, су велелепно украшене фрескама и позлатама од стране најбољих тадашњих занатлија и фрескосликара какви су били Теофан, Прохор и најпознатији међу њима Андреј Рубљов.
Око зидина Кремља ницале су нове градске четврти и насеља и то у концентричним круговима. Занимљиво је напоменути да уколико се погледа данашња мапа Москве, види се да су московска насеља и данас распоређена у концентричне кругове у чијем се у самом средишту налази Кремљ. Изузев североисточног угла, који је, заједно са новом угаоном кулом додатно дозидан крајем 15. века, облик Кремља из периода владавине Дмитрија Донског задржао се и до данас, што ће рећи да су сви будући радови и градње извођене у тадашњим границама Кремља.
Међутим, од зидина из 14. века није остало ништа. Беле пешчане стене од којих су зидине грађене ипак нису биле довољно чврст материјал који би издржао бројне нападе освајача и пожаре који су пустошили Москву у више наврата током тог периода. Буквалном нестанку тих зидина допринела је и чињеница да они никада нису обнављани поновном надоградњом камених блокова, већ су поправљани искључиво дрвеном грађом. Такво грађевинско решење уз честа нова оштећења довели су до тога да су кремаљски зидови, средином 15. века, по писању неких западњачких, оновремених путописаца, изгледају као да су у потпуности направљени од дрвета.
Иако у овој фази свог развоја Кремљ није достигла свој пуни сјај, ово је можда и најважнији период Кремља у коме је учвршћен његов централни положај у уједињењу, јачању и ширењу руске државе и културе.

### “Италијански Кремљ”
У другој половини 15. века, Русија је и даље била опкољена непријатељским суседима. Литванци и Швеђани са севера и запада затварали су излаз на европска мора. Иако се 1405. године Златна Хорда распала заједно са јединственом татарском државом, мада разбијена, преостала татарска племена и даље су представљала опасност са истока по руску државу. Многи значајни градови и провинције били су аутономни, независни или бунтовни. Од сјаја “белокаменог Кремља” великог кнеза Донског није остало скоро ништа. Таква нестабилности и изолованости од савремених политичких и културних токова у Европи тог доба довело је до тога да Русију заобиђу прве деценије ренесансног културног буђења које се одвијало на Западу.
Човек који је успео да ослободи Русију сталне татарске претње, да уједини и прошири руску државу и да је приближи Европи био је Иван III (1462—1505). Оженивши се византијском принцезом, кћерком брата последњег византијског цара, која је боравила у Риму после пада Цариграда, на свој двор је довео многе римске и цариградске архитекте, сликаре, писце и многе друге мајсторе разних грана уметности. На тај начин је у Кремљ пренета мешавина византијског и италијанског културног утицаја, што се врло брзо одразило на изглед самог Кремља.

### Иван III
Политички, друштвени и културни напредак Русије подржавала је и идеологија диктирана из Кремља по којој је Русија била законски наследник Византије, а Москва самим тим “Трећи Рим”. Такође је постојало веровање да су руски владари потомци римских императора. Користећи расположење у руском друштву створено оваквим ставовима, крунише се за цара „ујединитеља целе Русије“. Такви политички услови довели су до почетка великих грађевинских радова у Кремљу, коме је сада, као седишту цара, било неопходно дати нови сјај достојан положаја.
У то време, тачније 1485. године, отпочела је велика реконструкција Кремља. Пре тога, 1474. године, на подстицај царице, цар Иван III је послао мисију у Италију предвођену Симоном Толбузином, царевим стручњаком за архитектуру, са циљем да пронађу и доведу на Кремљ најбољег доступног архитекту. Већ следеће године са Толбузином на Кремљ је стигао Ридолфо Фираванти Аристотеле де Болоња, један од најпознатијих италијанских мајстора, не само архитектуре, већ и металургије, инжењерства, хидраулике и грађења војних утврђења. Овакве мисије су се у наредних двадесетак година још неколико пута поновиле, тако да су на реконструкцији и поновној изградњи Кремља радили најпризнатији и најбољи италијански, ренесансни мајстори 15. века.
У то време је подигнут нови зид од црвене цигле са осамнаест кула од чега је најпре била изграђена Таинитски кула, као наговештај изгледа новог утврђења. За производњу те цигле било је неопходно најпре изградити циглану и упутити руске занатлије у технике и рецепте прављења погодног грађевинског материјала, што је Фираванти и учинио. На тај начин је утицај новог стила градње преко Кремља, а посредством обучавања руских стручњака, пренет у темеље руске архитектуре тог времена. Те куле су биле најупечатљивији део зидина. Биле су покривене дрвеним кровом и облик и висина су им варирали од 28 до 71 метар, у зависности од положаја и намене. Иако је новим архитектонским решењима делимично очувана специфичност и необичност старо-руске градње, утицај северно-италијанске архитектуре је био веома препознатљив на зидинама, али посебно на дворцима и палатама које су неодољиво подсећали на ренесансне дворце северне Италије. Потпуно други случај је био са црквама и храмовима који су се налазили унутар Кремља. При њиховој изградњи и реконструкцији инсистирало се на архитектури руске и византијске традиције, што због настојања да се очува традиционални ортодоксни-византијски стил, што из страха од утицаја Рима и папе с којим руска аутокефална црква није била у добрим односима.
Реконструкцију Кремља је довршио Василиј III (1505—1533), син Ивана III, који је поново прокопао шанац између источног зида и пожаром опустошене чистине, по томе и назване Пожар - будући Црвени трг. Тај шанац је поново спојио реке Москву и Неглину и имао је одбрамбену улогу. Италијани су унели потпуно другачији стил градње. Зидови, куле, дворци које су они изградили стоје и дан-данас, изазивајући дивљење сваког ко дође у контакт са њима.

### Период модерног Кремља
Златно доба развоја Кремља је свакако било друга половина 14. и цео 15. век. У том периоду Кремљ је постао седиште цара и добио је сасвим нов, велелепан изглед, стваран рукама највећих мајстора свог времена, чије ремек дело представља и дан-данас.
Основни облик, који је добио у време владавине Ивана III и његовог сина Василија III, одржао се током наредних векова и претрпео је већи број измена, рушења у више ратова и нових градњи које ипак нису измениле његову основну структуру. Највећа разарања у својој новијој историји Кремљ ја доживео у време Наполеонових освајања и за време нацистичких бомбардовања у Другом светском рату, када је немачка војска дошла на само педесетак километара од самог Кремља. Занимљиво је поменути да је Наполеон, освојивши Москву, ушао у већ запаљен град, спаљен од стране саме руске војске која није хтела симбол своје историје да остави у рукама освајача. Видевши такав поступак и такву одлучност, Наполеон је схватио да је, упркос освајању и самог Кремља, изгубио рат и ускоро је отпочео повлачење.
Сваки руски владар или власт оставили су у кремаљској архитектури траг свог учешћа у грађењу историје Русије. Поред италијанског данас се у Кремљу могу препознати утицаји немачког, енглеског и холандског стила. Утицаји стране архитектуре су умногоме зависили од оријентације спољне политике владара.
Међу владарима који су остварили значајнији утицај на сам изглед Кремља је и Иван Грозни који је у 16. веку украсио цркве, храмове и дворце. Михајло Романов је почетком 17. века обновио највећи део тврђаве и доградио оштећене делове зидина.
Петар Велики је био први руски владар после четири века који је седиште трона изместио из Москве и Кремља. Нова руска престоница постао је Санкт Петербург, чија је позиција више одговарала политици приближавања Русије савременим европским културним и политичким токовима.
Крајем 19. и почетком 20. века, јавила се идеја да се Кремљ, као споменик руске историје и културе претвори у дивовски музеј, али је Октобарска револуција 1917. године прекинула те планове. Марта 1918. године прва совјетска влада пресељена је у Москву, у Кремљ. Од тог момента па све до 1955. године Кремљ је био затворен за јавност. Нова комунистичка влада није имала много разумевања за историјску и културну вредност неких од верских објеката који су срушени. На њиховом месту је подигнута зграда Војне школе. Уместо златних орлова, на кремаљске куле су подигнуте црвене звезде петокраке, које и данас стоје. Зидине у близини Лењиновог маузолеја су претворене у Кремаљске некрополе, где се налазе гробови заслужних совјетских грађана.
Године 1990. Кремљ је уврштен у Светску културну баштину под заштитом Унеска, као јединствен културни и историјски споменик од изузетне уметничке, културне и историјске вредности.
Данас је Кремљ једна од највећих туристичких атракција Русије, који сваке године привуче огроман број туриста. Међутим, Кремљ је и данас политичко језгро Русије и седиште руског председника и владе, чиме је настављена вишевековна традиција Москве као језгра руске државе.